# Бургер, Антон
Антон Бургер (нем. Anton Burger; 19 ноября 1911, Нойнкирхен, Австро-Венгрия — 25 декабря 1991, Эссен, Германия) — гауптштурмфюрер СС, военный преступник, комендант концентрационного лагеря Терезиенштадт.

## Биография
Антон Бургер родился 19 ноября 1911 года в семье продавца канцелярских товаров. После окончания народной и городской школы получил торговое образование. В 1930 году поступил на службу в австрийскую армию. 6 октября 1931 года вступил в австрийское НСДАП (билет № 611604), но после запрета партии в июне 1933 года Бургер был с позором исключён из армии. Уехал в Германию, где вскоре стал членом Штурмовых отрядов (СА) и присоединился в Лехфельде к австрийскому легиону. В 1935 году получил немецкое гражданство и в связи с безработным положением был вынужден жить в казармах Штурмовых отрядов. 12 марта 1938 года в составе австрийского легиона принимал участие в Аншлюсе. После перевода в СС работал в центральное отделение по еврейской эмиграции в Вене; его непосредственным начальником был Адольф Эйхман. Летом 1939 года служил в отделении этой организации в Праге.
В начале 1941 года возглавил филиал центрального отделения по еврейской эмиграции в Брно. В конце 1942 года служил в Главном управлении имперской безопасности в отделе IV B (отдел по делам евреев). В феврале 1943 года был переведён в Грецию, где совместно с гауптштурмфюрером СС Дитером Вислицени организовал депортацию евреев из города Салоники. В течение 6 месяцев до августа 1943 года 46 000 евреев были депортированы в концлагерь Освенцим. С июля 1943 года по январь 1944 года был комендантом концлагеря Терезиенштадт. Бургер был известен своим жестоким поведением. 11 ноября 1943 года он отдал приказ 40 000 узникам стоять на морозе во время переписи в лагере, в результате чего 300 из них скончались от гипотермии. Кроме того, организовывал депортации в концлагерь Освенцим и проводил казни заключённых. В марте 1944 года возглавил отдел по делам евреев при командире полиции безопасности и СД в Афинах. Ему было поручено отправить 7000 евреев с островов Родос и Корфу в лагерь смерти Освенцим.

### После войны
12 мая 1945 года был арестован в Альтаусзе в Австрии и переведён в лагерь для интернированных в Глазенбахе близ Зальцбурга, где только в 1947 году был опознан как комендант лагеря Терезиенштадт. Тем временем народный чешский суд в Литомержице заочно приговорил его к смертной казни. В июне 1947 года незадолго до запланированной экстрадиции в Чехословакию совершил побег из центра заключения. Скрывался под чужим именем в родном городе Нойнкирхене. В марте 1951 года был повторно арестован, но 9 апреля 1951 года бежал во второй раз. После этого проживал на границе между Австрией и Германией. С 1960 по 1961 год работал смотрителем горного приюта. Бургер называл себя Вильгельмом Бауэром и в 1962 году в Эссене нашёл работу в одной из фирм, но в 1974 году потерял должность. После сердечного приступа и несмотря на некачественные поддельные документы жил в Эссене в качестве пенсионера. Умер в 1991 году по естественным причинам. Через три года после смерти он был опознан.